# Кубок Словенії з футболу 2023—2024
Кубок Словенії з футболу 2023–2024 — 33-й розіграш кубкового футбольного турніру в Словенії. Титул здобула «Рогашка».

## Календар
| Раунд            | Дата                         | Матчі | Клуби   |
| ---------------- | ---------------------------- | ----- | ------- |
| Попередній раунд | 19 серпня – 20 вересня 2023  | 57    | →       |
| Перший раунд     | 13 вересня – 5 жовтня 2023   | 59    | →       |
| Другий раунд     | 18 жовтня – 2 листопада 2023 | 29    | → 32    |
| 1/16 фіналу      | 21–26 листопада 2023         | 16    | 32 → 16 |
| 1/8 фіналу       | 5–7 березня 2024             | 8     | 16 → 8  |
| 1/4 фіналу       | 2–4 квітня 2024              | 4     | 8 → 4   |
| 1/2 фіналу       | 24–25 квітня 2024            | 2     | 4 → 2   |
| Фінал            | 24 травня 2024               | 1     | 2 → 1   |

## 1/8 фіналу
| Команда 1            | Рахунок | Команда 2                |
| -------------------- | ------- | ------------------------ |
| 5 березня 2024       |         |                          |
| Подвинці (3)         | 0:1     | Триглав (2)              |
| Відем (3)            | 1:3     | Ілірія (2)               |
| 6 березня 2024       |         |                          |
| Єсениці (3)          | 1:3     | Гориця (Нова Гориця) (2) |
| Марибор              | 1:2     | Радомлє                  |
| Белтинці (2)         | 5:0     | Лютомер (3)              |
| 7 березня 2024       |         |                          |
| Чарда (Мартянці) (4) | 0:3     | Мура                     |
| Олімпія (Любляна)    | 2:4     | Копер                    |
| Нафта (Лендава) (2)  | 1:2 дч  | Рогашка                  |

## 1/4 фіналу
| Команда 1                | Рахунок      | Команда 2    |
| ------------------------ | ------------ | ------------ |
| 2 квітня 2024            |              |              |
| Триглав (2)              | 2:3          | Рогашка      |
| 3 квітня 2024            |              |              |
| Гориця (Нова Гориця) (2) | 4:1          | Радомлє      |
| Копер                    | 1:1 пен. 4:5 | Мура         |
| 4 квітня 2024            |              |              |
| Ілірія (2)               | 1:2 дч       | Белтинці (2) |

## 1/2 фіналу
| Команда 1                | Рахунок      | Команда 2    |
| ------------------------ | ------------ | ------------ |
| 24 квітня 2024           |              |              |
| Гориця (Нова Гориця) (2) | 1:1 пен. 5:3 | Белтинці (2) |
| 25 квітня 2024           |              |              |
| Мура                     | 2:2 пен. 4:5 | Рогашка      |

## Фінал
| Команда 1      | Рахунок      | Команда 2                |
| -------------- | ------------ | ------------------------ |
| 24 травня 2024 |              |                          |
| Рогашка        | 1:1 пен. 6:5 | Гориця (Нова Гориця) (2) |